# 45 Boötis
45 Boötis (c Boötis) é uma estrela na direção da Boötes. Possui uma ascensão reta de 15h 07m 17.95s e uma declinação de +24° 52′ 10.5″. Sua magnitude aparente é igual a 4.93. Considerando sua distância de 64 anos-luz em relação à Terra, sua magnitude absoluta é igual a 3.46. Pertence à classe espectral F5V.